# 擬声語

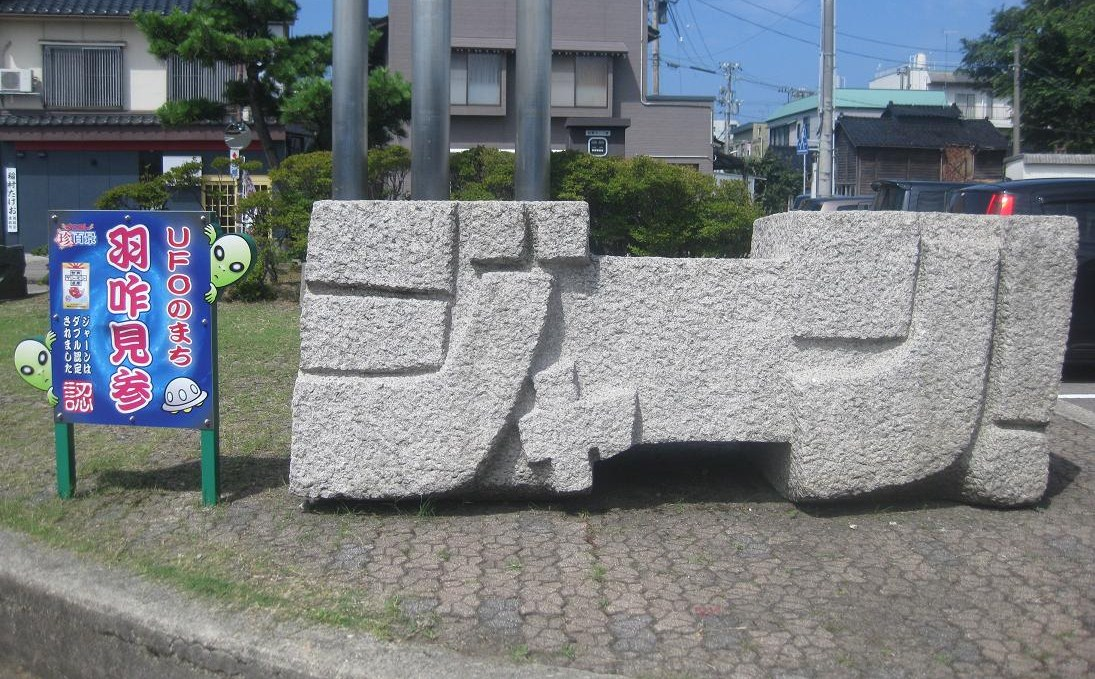
日本語の擬声語の例。

英語や漫画で使用されるいびきの擬声語の例。

擬声語（ぎせいご）とは、声などを字句で模倣したものである。本稿では便宜上、擬音語（ぎおんご）と擬態語（ぎたいご）の2つの総称として「擬声語」を見出しに使う。一般的に、擬音語と擬態語を総称してオノマトペという。擬音語は人、動物、物が発する音を表現し、擬態語は音がない雰囲気や状態を表現する。
日本語では、擬音語や擬態語は副詞であるが、形容動詞としても用いられる (例「お腹がぺこぺこだ」)。なお、声帯模写（物真似）は、人や動物の声や様子を真似することであり、擬音語ではなく擬態語でもない。

## 名称
当該概念を表す言葉は、日本語においては統一されていない。
古代ギリシア語の「ὀνοματοποιία（）」を由来とする英語の「onomatopoeia（） 」およびフランス語の「onomatopée（）」を日本語発音にしたオノマトピア、オノマトペア、オノマトペを用いる場合もある。
日本語訳は数多い。以下、いくつか例を挙げると
- 「擬声語」 - 『新英和大辞典』 研究社
- 「物声模倣」 - （同上）
- 「声喩法」 - 島村龍太郎 『新美辞学』
- 「擬声法」 - 『日本百科大事典』
- 「写音法」 - 黒岩大訳述 『雄弁美辞法』
- 「声喩」 - 増田藤之助 『英和比較・英語修辞学講義』

などがある（『レトリック事典』144-154頁に詳しい）。
日本の文部科学省が版行する『学術用語集』は「onomatopoeia」を「擬声語」としているため、本項はこれに準ずる。
擬音語、擬態語を合わせた総称としては、オノマトペ以外に音象徴語(sound symbolism)、象徴詞などの語も用いられる。

## 擬音語
擬音語は物が発する音を字句で模倣したもの。同じ言語でも時代によって異なる。例えば、狂言などで犬の鳴き声は「びよ」と表現される。カタカナで表記されることが比較的多い（擬声語と呼ぶこともあるが現在は擬音語の方が一般的である。また、擬音語の下位類の、人や動物が発する声を模した語を擬声語と呼ぶ立場もある）。
なお、擬音語と擬態語との境界は時々截然としない。例えば、「ざあざあ水を浴びる」における「ざあざあ」は、身に降りかかってたてている音だとも、水が際限なく大量に降り注ぐさまを表しているともとれるため、擬音語か擬態語かは決めにくい。
ものまねの声帯模写とは異なり、擬音語は必ずしも正確な音を真似ているわけではない（例えば、ピロピロとなっている電子音をピー、キャンキャン鳴く犬をワンワンと言うなど。）。
例
- メーメー（羊の鳴き声）
- ブーブー（豚の鳴き声・ブーイング）
- ドキドキ（心臓の鼓動）
- ガチャン（ガラスの割れる音、錠がかかる）
- チリーン（鈴が鳴る音）
- チン（電子レンジ）
- ドカン（爆発音、衝撃音）
- ズズー（ラーメンを啜る音）
- カリカリ（サクサク）（スナック菓子の咀嚼音）
- ゴロゴロ（雷）
- トントン（肩たたき、ドアのノック）
- ドン（ドーン）（花火・衝突など）
- バタン（ドアの閉まる音など）
- ガタピシ（機械や道具の滑らかでない動作）
- ピッ（ポチッ）（機械のボタン動作音など）
- ピポパ（電話番号の入力、DTMFなど）
- ガタン（ゴトン）（電車など）
- ジュー（加熱調理）
- パチパチ（拍手、焚き火）
- プシュー（気体の吹き出す音）
- ズルッ（滑る）
- ビリビリ（紙が破れる音など）
- ブリブリ（排便する音など）

なお音声を発する主体が同一の場合であっても、言語が違えば表現も当然違うものになる。また言語によっては存在しない物もある（日本語の号泣表現「うわーん」は英語には存在しない）。
例：犬が吠える声
- 日本語 …… wan-wan（ワンワン）
- 中国語 …… wang-wang（汪汪）
- ドイツ語 …… wau-wau
- オランダ語 …… waf, woef, waf waf, woef woef
- 広東語 … wou wou
- 英語 …… bow-wow, bark-bark, woof-woof, arf-arf, ruff-ruff
- ラテン語 …… bau bau
- ハンガリー語 …… vau-vau
- イタリア語 …… bau-bau
- ノルウェー語 …… voff-voff
- スウェーデン語 …… voff
- サモア語 …… baw-gaw
- ヒンディー語 …… bhu-bhu
- カタルーニャ語 …… bub-bub
- ポルトガル語 …… au-au
- ポーランド語 …… hau-hau
- フィンランド語 …… hau-hau
- アラビア語 …… hau-hau
- ヘブライ語 …… hav-hav
- タガログ語 …… hao-hao
- タイ語 …… hong-hong, wob-wob
- ベトナム語 … gâu gâu
- スペイン語 …… guau-guau
- ロシア語 …… gaf-gaf
- インドネシア語 …… guk-guk
- スワヒリ語 …… gon-gon
- 韓国語 …… meong-meong
- フランス語 …… ouaf-ouaf

擬音語が動詞化・一般名詞化する用例も多数存在する。例えば、幼児期において擬音語をもって対象物を表現する用例が挙げられよう（例：「ワンワン」=犬、「ブーブー」=自動車）。この他にもコンピュータのマウスのボタンを押下する動作を「クリック (click) する」、その鳥が発する鳴き声からカッコウ (en:cuckoo)、タミル語におけるカラス (kaakam) などが挙げられる。

## 擬態語
状態や感情などの音を発しないものを字句で模倣したものである。（本来、擬声語には含まれない）。
「擬態語」をさらに下位区分して、「きらっ」「ひらひら」「ぶるぶる」のように外面的なありさまを表す「擬容語」、「ガーン」「ぎくり」のように内面的な感情を表す「擬情語」に分類する立場もあるが、厳密な区別は難しい。
また、日本語には「たっぷり」「ちょうど」のように擬態語と一般語彙の中間的なものもある。
例
- ばらばら - 散らばっている様
- めろめろ - 惚れ込んでいる様
- たっぷり - 豊かで余裕のある様
- じろじろ - 何かを見る
- うようよ
- ふらふら
- ゆらゆら
- くねくね
- くよくよ　- (感情)
- しくしく - (感情あるいは痛み)
- めそめそ - (感情)
- ぷりぷり - (感情)
- ぷんぷん - (感情)
- きゅん - （感情）
- じーん - （感情）
- むらむら- （感情）
- キラキラ - 光、輝き
- ギラギラ - 強烈な光、強烈な輝き
- ちくちく - (痛み)
- そよそよ - 穏やかな風
- メラメラ - 火
- モクモク - 煙、漢語由来のモウモウ（濛々）もある
- ぴかぴか - 光、新しさ、きれいである様
- ぬくぬく - 温かいさまを表す。または怠惰な環境に甘んじるさま。
- へとへと - 疲れたさま。
- くたくた - 疲れたさま。
- ころころ（と）
- ごとごと  - ものおと。
- かくんかくん
- ガタガタ
- ガタピシャ
- キンキン
- ケンケンガクガク
- ガチガチ（に）
- きつきつ (に）
- あっぷあっぷ
- ぐずぐず
- ぴんぴん
- ぴくぴく
- バタバタ
- ほろほろ
- ほいほい
- ぼよぼよ
- よろよろ
- よぼよぼ
- へなへな
- しとしと - 水の滴る様。
- ざーざー（と）- 雨が強く降る様子。
- ちゃぷちゃぷ
- もくもく
- ぎゅっ（と）
- ぞっ（と）
- かっ（と）
- ぽっ（と）
- ぼーっ（と）
- ぱくぱく、ぱくり(と)
- ふわふわ
- ほんわか
- がりがり
- ギジギジ
- ぎちぎち
- シャリシャリ
- くるくる
- ツルツル
- さらさら
- うらうら
- わらわら - つぎからつぎへと多く
- どんどん　- 太鼓の音、あるいは物事が順調に進む様
- どろどろ　- 粘り気のある液体が流れる様。
- どろんどろん（と）
- ひょうひょうと
- ふにゃふにゃ（と）
- ぴょんぴょん（と） - はねる様
- ひゅーひゅー（と）- 風が吹き抜ける様
- ひょい(と)
- ぽいっ（と）- ものを放り投げる様。
- りん（と）
- すかすか
- ちょうど - 「丁度」は当て字で、元来は刀が鞘に収まる擬態語、または擬音語。
- しいん／しーん - 静寂。漢語由来の「しんしん」（深々、森々、沈々）や、それが変化した「しんと」が由来とされるが、生理的耳鳴りの擬音語であるとする説もある。
- ◯ぶ◯ぶ - 山口仲美は、歴史的に、この形の擬音語・擬態語(がぶがぶと・ざぶざぶと、など)はどれも水分に関係のある音や状態をうつした語であることを発見した[12]。

## 日本語の擬声語
言語学ではオノマトペの研究は立ち遅れた分野であったが、それはオノマトペが日常的で格式に欠けるとか、子供じみた幼稚なことばであるといった先入観や偏見によるためではないかと思われる。しかし1980年代から、田守育啓、ローレンス・スコウラップ、浜野祥子らにより日本語でのオノマトペ研究は飛躍的に発展した。それ以前にも金田一春彦、西尾寅弥らによる研究などがあった。

## 諸言語における擬態語
英語圏における東南アジア言語の研究では、"expressives"という術語が、日本語学における「擬態語」に相当するものとして用いられてきた。同様の現象は通言語的に見られ、英語圏ではイデオフォン (en:Ideophone) と総称されている。
以下は中部アフリカで話されるバヤ語における擬態語の例である。
- ɗoɗoɗo 「雷」
- zananana 「赤々と燃える火」
- sélélé「完全な静寂 (しーん)」

## 漫画におけるオノマトペ
日本における初出は田村信氏による考案で「ちゅどーん」。古いアメコミのパンチを繰り出すシーンに「cud!cud!cud!」というのがありそれをヒントに日本語にすると、どう発音・表記するのであろうかと考案された。